# Mona Fong
Mona Fong Yat Wah (cinese tradizionale: 方逸華; cinese semplificato: 方逸华; pinyin: Fāng Yì Huá; Shanghai, 1º gennaio 1934 – Hong Kong, 22 novembre 2017) è stata una produttrice cinematografica, produttrice televisiva e cantante cinese naturalizzata hongkonghese.
Il suo nome di nascita è Li Meng-Lan (李夢蘭), ed ha ottenuto la fama negli anni '50, come una delle cantanti discografiche e di nightclub più famose di Singapore ed Hong Kong. La sua fama è stata principalmente dovuta alla sua buona pronuncia inglese ed alla voce autentica. Attualmente è Presidente Deputato e General Manager di uno studio di registrazione ed un canale televisivo, rispettivamente lo Shaw Brothers Studio la Television Broadcasts Limited (TVB). Inoltre, è la seconda moglie del magnate televisivo Sir Run Run Shaw.
In tempi recenti, la Fong ha prodotto più di cento film a partire dal 1997, l'ultimo dei quali è stato Drunken Monkey del 2002. Il primo gennaio 2009 è stata nominata General Manager del canale televisivo TVB.

## Filmografia parziale

### Produttrice
- Il padrino di Chinatown (Tang ren jie xiao zi), regia di Chang Cheh (1977)
- La mano violenta del karate (She diao ying xiong chuan), regia di Chang Cheh (1978)
- La 36a camera dello Shaolin (Shao Lin san shi liu fang), regia di Lau Kar Leung (1978)
- Le furie umane del kung fu (Wu du), regia di Chang Cheh (1978)
- Bruce Lee il colpo che frantuma (Feng hou), regia di Lau Kar Leung (1979)
- Ching wa wong ji, regia di Jing Wong (1984)
- I discepoli della 36ª camera (Pi li shi jie), regia di Lau Kar Leung (1985)

### Direttrice di produzione
- La mano violenta del karate (She diao ying xiong chuan), regia di Chang Cheh (1978)
- Bruce Lee - Lotta di titani (Tong San ng foo), regia di Mar Lo (1979)